# Haller (Luxemburg)
Haller (Luxemburgs: Haler) is een plaats in de gemeente Waldbillig en het kanton Echternach in Luxemburg.
Haller telt 216 inwoners (2001).